# 王衛
王衛（1970年—），英文名Dick，原籍廣東順德，出生於上海，在香港長大，中国企业家，順豐控股主要股東及創辦人、嘉里物流主席、深圳同心基金會常務副主席。

## 生平
原籍廣東順德，1970年出生在上海，7岁随父母迁去香港。中學時代就讀東華三院張明添中學，高中毕业后打工，1993年王衛以10萬元創辦順豐，先在順德註冊順豐公司，同時，他在香港旺角砵蘭街租了幾十平方米的店面，專替企業運送信件到珠三角。
其後以20年時間把順豐打造成中國内地最大物流企業，在2017年2月順豐控股在深交所借殼上市，市值高達3000億元。
2010年2月9日，王衛透過時豐企業有限公司以3.5億港元（樓面地價13953元）向惠記集團購入九龍塘喇沙利道55及55號A地皮，使其在香港物業增至六住宅、一商舖，市值近七億。
2017年2月，王衛將公司借殼深圳A股上市，股價暴升。2017年3月7日，胡潤公布《2017胡潤全球富豪榜》，王衛憑藉坐擁64%順豐控股股權，一躍成為擁有1,860億人民幣身家的富豪，其財富在華人地區及全球分別排第3及25位，超越了於2017年胡润全球富豪榜以1,750億人民幣身家排名第32的長和集團主席的李嘉誠，躍升為香港首富。
2019年12月初，王衛卸任順豐商貿董事長一職，與此前馬雲、馬化騰及劉強東等民企領導人退下公司重要職位的做法相近，被認為是與國進民退的政策有關。